# Lalleu
Lalleu (bret. An Alloz) – miejscowość i gmina we Francji, w regionie Bretania, w departamencie Ille-et-Vilaine.
Według danych na rok 1990 gminę zamieszkiwało 445 osób, a gęstość zaludnienia wynosiła 29 osób/km² (wśród 1269 gmin Bretanii Lalleu plasuje się na 859. miejscu pod względem liczby ludności, natomiast pod względem powierzchni na miejscu 652.).